# Nero Video
Nero Video (bis 2011 Nero Vision) ist eine Software der Nero AG für Videobearbeitung und Authoring. 

## Entwicklung
Die erste Version „Nero Vision 4“ im Jahr 2005 war noch auf jeweils einen einzelnen Video-, einen Effekt-, einen Text- und zwei Audiokanäle beschränkt. Video-DVDs konnten lediglich nach fest vorgegebenen Menüvorlagen erstellt werden. Sukzessive wurden dem Programm Funktionen wie HD und manuelles DVD-Authoring hinzugefügt. 
2010 ermöglichte Nero Vision Xtra (10) erstmals Mehrspurbearbeitung inklusive Keying und Keyframes sowie das Erstellen von Blu-ray Discs. Die Programmoberfläche bietet seither einen einfachen Modus und einen Expertenmodus. Spätere Versionen boten neue Effekte, u. a. Zeitlupe/Zeitraffer und Bildstabilisierung, bessere Bedienbarkeit sowie Kompatibilität mit neuen Dateitypen und Medien (z. B. Smartphone, Clouds, YouTube). Ab Nero Video 2014 wurde die Arbeit mit 4K möglich. Ein weiterer Entwicklungsschritt war die Einführung plattformübergreifender Wiedergabemöglichkeiten (Streaming etwa zu TV-Geräten). 

## Softwarepakete
Nero Video kann als Teil des Pakets „Nero Platinum Suite“ bezogen werden, in welchem es auch mit Nero MediaHome verknüpft ist. Diese Software erlaubt die Organisation und das Abspielen von Bildern, Videos und Musikdateien. Der mitgelieferte Nero CoverDesigner dient der Gestaltung von Disk-Hüllen. 

## Funktionsumfang
- Übertragung von Videos von digitalen Camcordern und anderen externen Geräten (z. B. Smartphones)
- Volle 4K (Ultra HD) Unterstützung
- Mehrere Einzelszenen aus langen Filmen in einem Rutsch exportieren
- Abspielen von Filmdateien mit vorhandenen Untertiteln und Hinzufügen von zusätzlichen Untertiteln zur Wiedergabe Funktion
- Brillante Videoschnitt -Vorschau per Einzel- und Doppelmonitor
- Import von Videos, Fotos, Musik von USB-Sticks und Festplatten
- Aufzeichnen von TV über angeschlossene TV-Karten/-Sticks
- Übertragung von DV und HDV-Material über via IEEE 1394 angeschlossene Camcorder
- Aufzeichnung von analogen Videomaterials über angeschlossene A/D-Wandlerkarten
- Import und Weiterbearbeitung von MS-PowerPoint-Projekten
- Import via Nero MediaBrowser
- Expressbearbeitung mit vereinfachter Zeitleiste
- Express-Effekte (Retro, Tilt Shift, Text, Helligkeit, Kontrast, Geschwindigkeit uvm.)
- Erweiterte Bearbeitung mit Mehrspurbearbeitung (theoretisch unbegrenzt)
- Cromakey (=Bluescreen)
- Zeitlupe/-raffer-Effekte
- Bild-in-Bild-Effekte
- Videostabilisierung für verwackelte Videos
- Menügestaltung (Authoring) und Brennen von DVDs und Blu-ray-Discs
- Anpassbare Menübearbeitung (optionale Extramenüs, mehrere Hauptmenüs usw.)
- Export von Videodateien auf Festplatte und ins Web
- Export von Audiodateien
- Unterstützung vieler Dateiformate, z. B. MP4, MPEG-2, FLV, AVI, WMA uvm.